# اجزای مهندسی مکاترونیک

## مکانیک
جز اصلی مهندسی مکانیک

مهندسی مکانیک بخش مهمی از مهندسی مکاترونیک است. این شامل مطالعه ماهیت مکانیکی نحوه عملکرد یک شی است. عناصر مکانیکی به ساختار مکانیکی، مکانیسم، ترمو سیال و جنبه های هیدرولیکی یک سیستم مکاترونیک اشاره دارد. مطالعه ترمودینامیک، دینامیک، مکانیک سیالات، پنوماتیک و هیدرولیک. مهندس مکاترونیک که یک مهندس مکانیک کار می کند می تواند در سیستم های هیدرولیک و پنوماتیک تخصص داشته باشد، جایی که می توان آنها را در صنایع خودروسازی یافت. یک مهندس مکاترونیک همچنین می تواند یک وسیله نقلیه را طراحی کند زیرا آنها زمینه مکانیکی و الکترونیکی قوی دارند. دانش نرم افزارهای کاربردی مانند طراحی به کمک کامپیوتر و ساخت به کمک کامپیوتر برای طراحی محصولات ضروری است. مکاترونیک بخشی از برنامه درسی مکانیک را پوشش می دهد که به طور گسترده در صنعت خودرو کاربرد دارد.

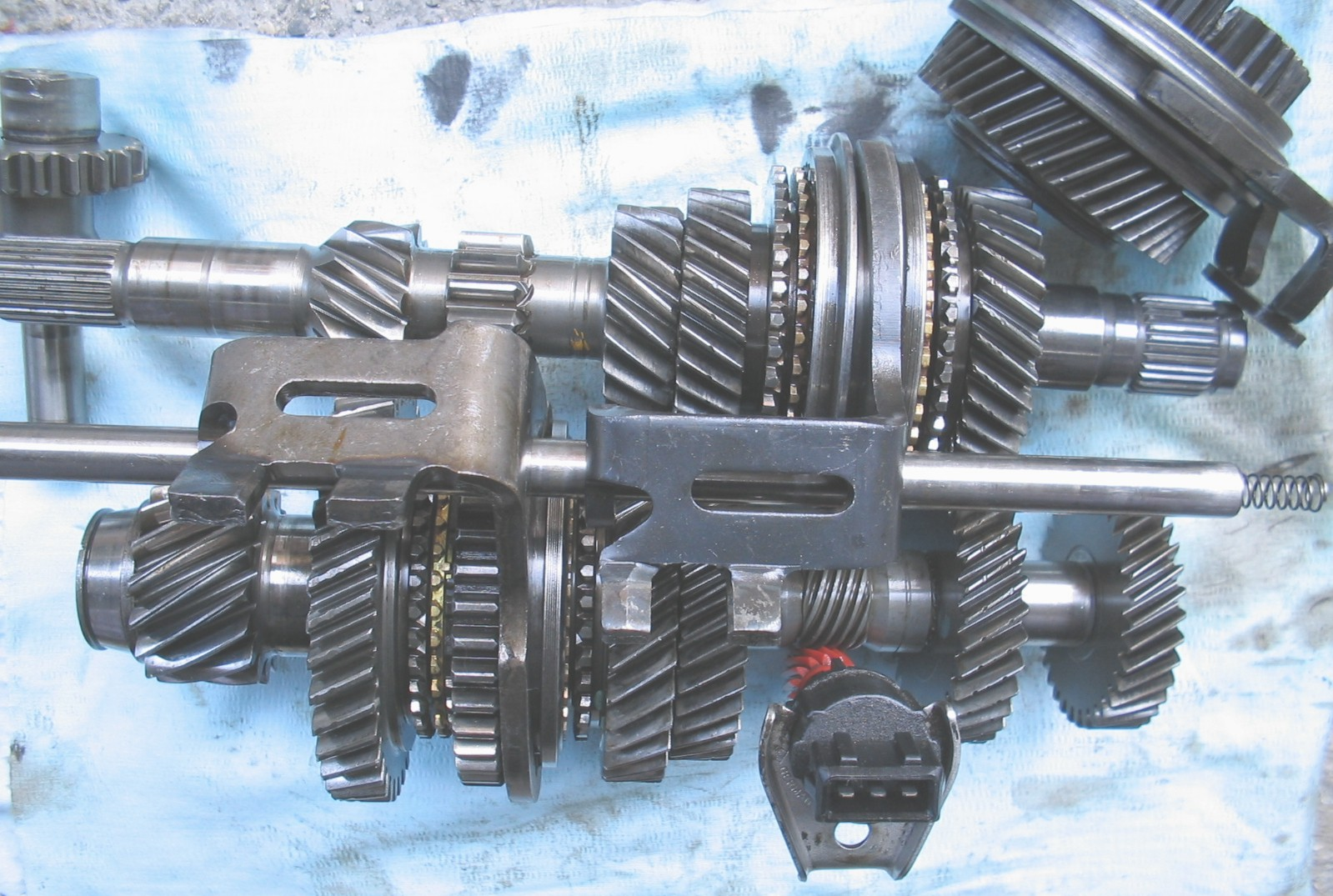
نمای گیربکس

سیستم های مکاترونیک بخش بزرگی از عملکرد یک خودرو را نشان می دهد. حلقه کنترلی که توسط حسگر - پردازش اطلاعات - محرک - تغییر مکانیکی (فیزیکی) تشکیل شده است در بسیاری از سیستم ها یافت می شود. اندازه سیستم می تواند بسیار متفاوت باشد. سیستم ترمز ضد قفل (ABS) یک سیستم مکاترونیک است. خود ترمز هم یکیه. و حلقه کنترلی که توسط کنترل رانندگی (به عنوان مثال کروز کنترل)، موتور، سرعت رانندگی وسیله نقلیه در دنیای واقعی و اندازه گیری سرعت تشکیل می شود نیز یک سیستم مکاترونیک است. اهمیت فراوان مکاترونیک برای مهندسی خودرو از این واقعیت نیز مشهود است که سازندگان وسایل نقلیه اغلب بخش‌های توسعه با نام مکاترونیک دارند.

## الکترونیک و برق
جز اصلی مهندسی برق و الکترونیک
مهندسی الکترونیک و مخابرات در دستگاه های الکترونیکی و دستگاه های مخابراتی یک سیستم مکاترونیک تخصص دارد. یک مهندس مکاترونیک متخصص در الکترونیک و ارتباطات راه دور دارای دانش دستگاه های سخت افزاری کامپیوتر است. انتقال سیگنال کاربرد اصلی این زیرشاخه مکاترونیک است. جایی که سیستم های دیجیتال و آنالوگ نیز بخش مهمی از سیستم های مکاترونیک را تشکیل می دهند. مهندسی مخابرات با انتقال اطلاعات از طریق یک رسانه سروکار دارد.
مهندسی الکترونیک و مخابرات در دستگاه های الکترونیکی و دستگاه های مخابراتی یک سیستم مکاترونیک تخصص دارد. یک مهندس مکاترونیک متخصص در الکترونیک و ارتباطات راه دور دارای دانش دستگاه های سخت افزاری کامپیوتر است. انتقال سیگنال کاربرد اصلی این زیرشاخه مکاترونیک است. جایی که سیستم های دیجیتال و آنالوگ نیز بخش مهمی از سیستم های مکاترونیک را تشکیل می دهند. مهندسی مخابرات با انتقال اطلاعات از طریق یک رسانه سروکار دارد.
مهندسی الکترونیک با مهندسی کامپیوتر و مهندسی برق مرتبط است. مهندسی کنترل دارای طیف گسترده ای از کاربردهای الکترونیکی از سیستم های پرواز و رانش هواپیماهای تجاری گرفته تا کروز کنترل موجود در بسیاری از خودروهای مدرن است. طراحی VLSI برای ایجاد مدارهای مجتمع مهم است. مهندسان مکاترونیک دانش عمیقی در مورد ریزپردازنده ها، میکروکنترلرها، ریزتراشه ها و نیمه هادی ها دارند. کاربرد مکاترونیک در صنعت تولید الکترونیک می تواند تحقیق و توسعه را بر روی دستگاه های الکترونیکی مصرفی مانند تلفن همراه، کامپیوتر، دوربین و غیره انجام دهد. برای مهندسان مکاترونیک لازم است برنامه های کاربردی کامپیوتری مانند MATLAB و Simulink برای طراحی و توسعه محصولات الکترونیکی را یاد بگیرند.
مهندسی مکاترونیک یک دوره بین رشته ای است که شامل مفاهیم سیستم های الکتریکی و مکانیکی است. یک مهندس مکاترونیک درگیر طراحی ترانسفورماتورهای توان بالا یا فرستنده های ماژول فرکانس رادیویی است.

## اویونیک
جز اصلی مهندسی ایونیک
یک تکنسین اویونیک از یک اسیلوسکوپ برای تأیید سیگنال های تجهیزات اویونیک هواپیما استفاده می کند.
اویونیک نیز نوعی از مکاترونیک در نظر گرفته می شود زیرا چندین زمینه مانند الکترونیک و مخابرات را با مهندسی هوافضا ترکیب می کند. این زیرشاخه مهندسی مکاترونیک و مهندسی هوافضا است که شاخه ای مهندسی با تمرکز بر سیستم های الکترونیکی هواپیما است. کلمه اویونیک ترکیبی از هوانوردی و الکترونیک است. سیستم الکترونیکی هواپیما شامل سیستم آدرس دهی و گزارش گیری ارتباطی هواپیما، ناوبری هوایی، سیستم کنترل پرواز هواپیما، سیستم های جلوگیری از برخورد هواپیما، ثبت پرواز، رادار هواشناسی و صاعقه یابی است. اینها می توانند به سادگی یک نورافکن برای یک هلیکوپتر پلیس یا به پیچیده بودن سیستم تاکتیکی برای یک پلت فرم هشدار اولیه هوابرد باشند.

## مکاترونیک پیشرفته
جز اصلی مهندسی مکاترونیک

نوع دیگر کنترل حرکت برای مکاترونیک پیشرفته است که در حال حاضر به عنوان یک فناوری کلیدی در مکاترونیک شناخته می شود. استحکام کنترل حرکت به عنوان تابعی از سفتی و مبنایی برای تحقق عملی نمایش داده می شود. هدف حرکت با سفتی کنترل پارامتر می شود که می تواند با توجه به مرجع وظیفه متغیر باشد. استحکام حرکت سیستم همیشه مستلزم سختی بسیار بالایی در کنترلر است

## صنایع
جز اصلی مهندسی صنایع
شاخه مهندسی صنایع شامل طراحی ماشین آلات، مونتاژ و خطوط فرآیندی صنایع مختلف تولیدی می باشد. این شاخه را می توان گفت تا حدودی شبیه به اتوماسیون و رباتیک است. مهندسان مکاترونیک که به عنوان مهندس صنایع کار می کنند، زیرساخت های یک کارخانه تولیدی را طراحی و توسعه می دهند. همچنین می توان گفت که معمار ماشین ها هستند. می توان به عنوان یک طراح صنعتی برای طراحی چیدمان صنعتی و برنامه ریزی برای راه اندازی یک صنعت تولیدی یا به عنوان یک تکنسین صنعتی برای بررسی الزامات فنی و تعمیرات کارخانه خاص کار کرد.

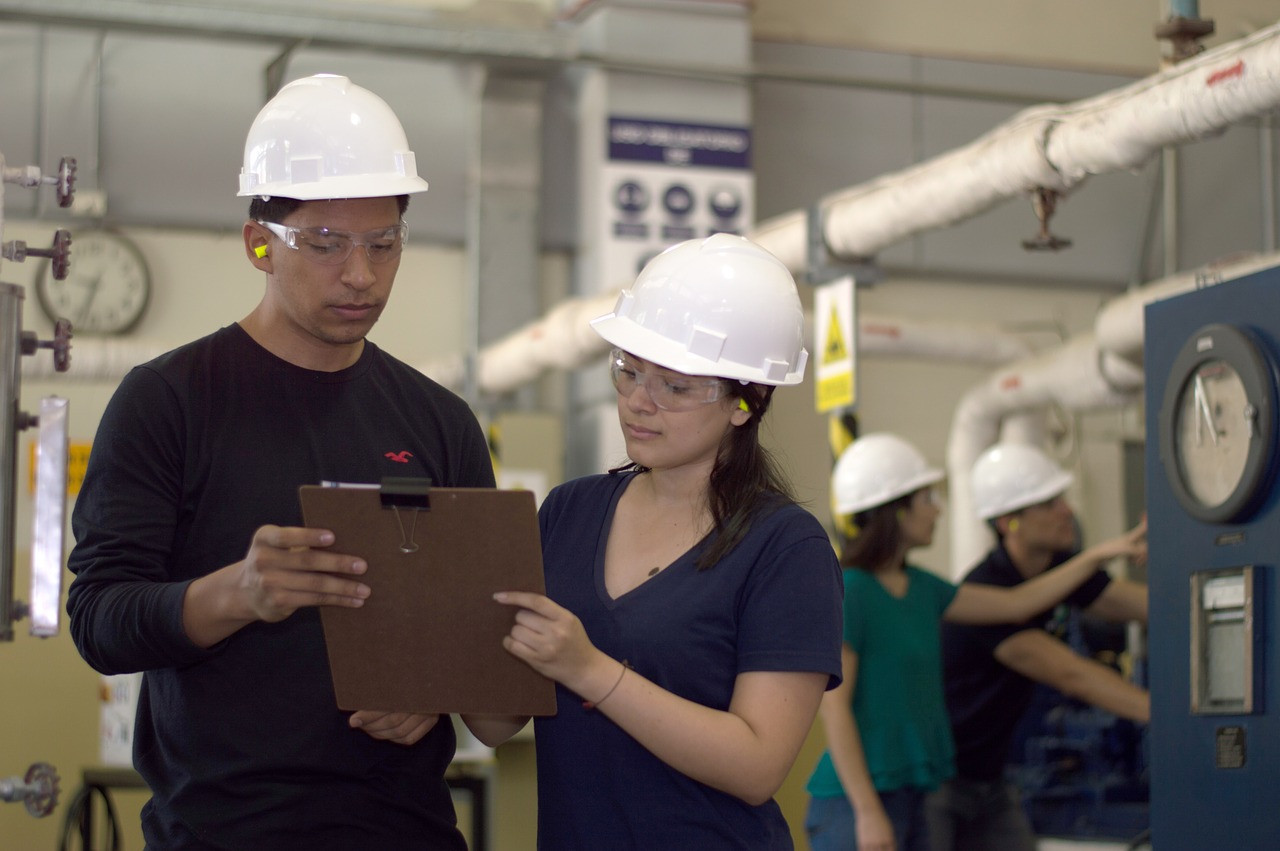
مهندسی صنایع

## رباتیک
جز اصلی رباتیک
رباتیک یکی از جدیدترین زیر شاخه های نوظهور مکاترونیک است. این مطالعه روی ربات ها است که چگونه تولید و کار می کنند. از سال 2000، این شاخه از مکاترونیک تعدادی از مشتاقان را به خود جذب می کند. رباتیک با اتوماسیون ارتباط متقابل دارد زیرا در اینجا نیز نیازی به دخالت انسانی زیادی نیست. تعداد زیادی از کارخانه ها به ویژه در کارخانه های خودروسازی، ربات ها در خطوط مونتاژ هستند که در آن کار حفاری، نصب و نصب را انجام می دهند. مهارت های برنامه نویسی برای تخصص در رباتیک ضروری است. دانش زبان برنامه نویسی - ROBOTC برای روبات های کارآمد مهم است. یک ربات صنعتی نمونه بارز سیستم مکاترونیک است. این شامل جنبه های الکترونیک، مکانیک، و محاسبات برای انجام کارهای روزمره خود است.

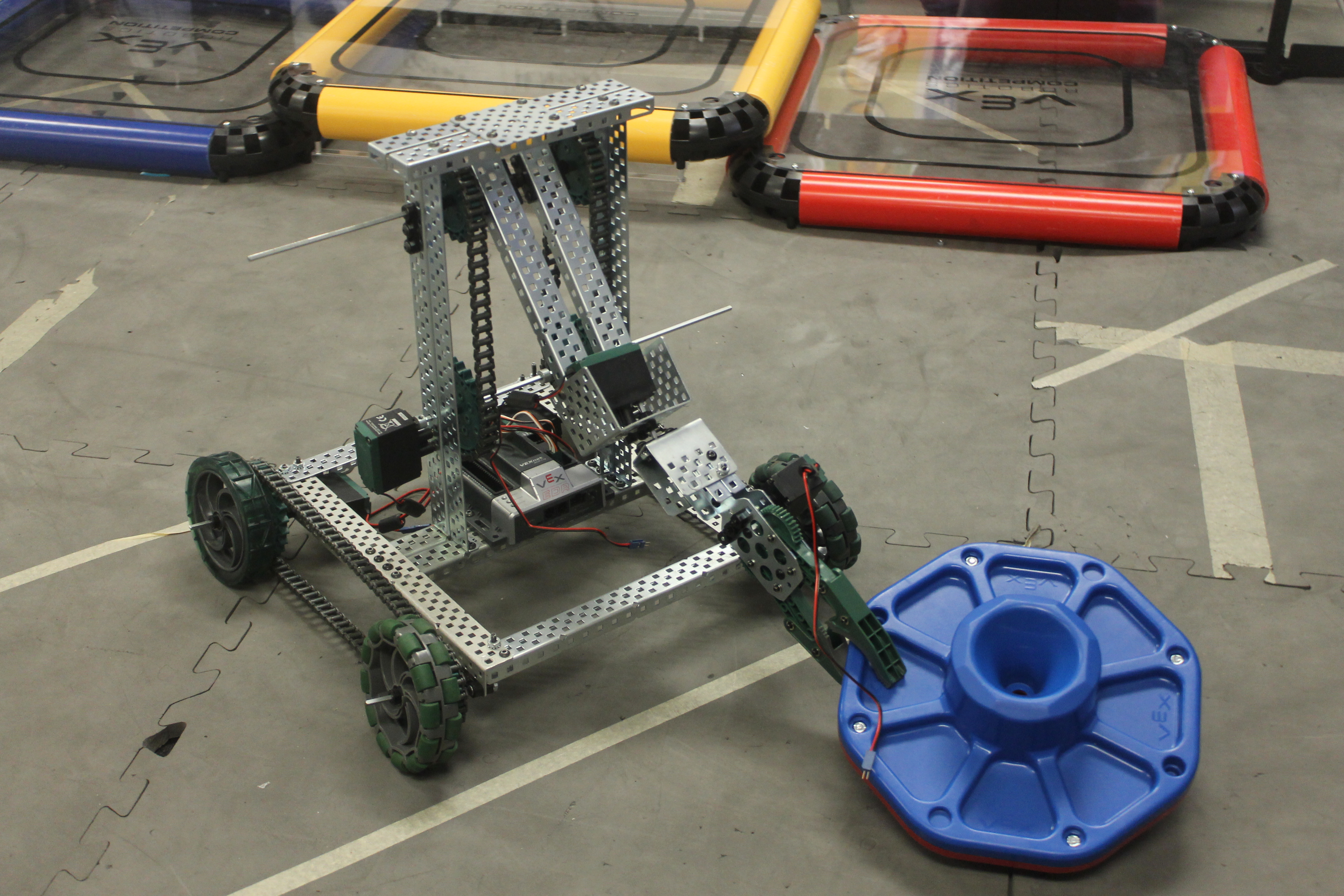
رباتیک

## کامپیوتر
جز اصلی مهندسی کامپیوتر و اینترنت اشیا
اینترنت اشیا (IoT) شبکه‌ای بین دستگاه‌های فیزیکی است که با الکترونیک، نرم‌افزار، حسگرها، محرک‌ها و اتصال شبکه تعبیه شده است که این اشیاء را قادر می‌سازد تا داده‌ها را جمع‌آوری و تبادل کنند. اینترنت اشیا و مکاترونیک مکمل یکدیگرند. بسیاری از اجزای هوشمند مرتبط با اینترنت اشیا اساسا مکاترونیک خواهند بود. توسعه IoT مهندسان مکاترونیک، طراحان، پزشکان و مربیان را وادار می کند تا روش هایی را که در آن سیستم ها و اجزای مکاترونیک درک، طراحی و ساخته می شوند، تحقیق کنند. این به آنها اجازه می دهد تا با مسائل جدیدی مانند امنیت داده ها، اخلاق ماشینی و رابط انسان و ماشین روبرو شوند.
دانش برنامه نویسی بسیار مهم است. یک مهندس مکاترونیک باید برنامه نویسی را در سطوح مختلف انجام دهد. مثلاً برنامه نویسی PLC، برنامه نویسی هواپیماهای بدون سرنشین، برنامه نویسی سخت افزار، برنامه نویسی CNC و غیره. به دلیل ترکیبی از مهندسی الکترونیک، مهارت های نرم از سمت کامپیوتر مهم است. زبان های برنامه نویسی مهمی که مهندس مکاترونیک باید یاد بگیرد زبان برنامه نویسی جاوا، پایتون، سی پلاس پلاس و سی است.

## بقیه رشته ها
در چند سال اخیر مهندسی مکاترونیک رشد چشم گیری داشته و این موضوع باعث شده که مهندسی های دیگری مانند علم ومواد و هوش مصنوعی نیز وارد وند که با توجه به ظهور هوش مصنوعی ، مکاترونیک میتواند ارتباطی بین  هوش مصنوعی و دنیای فیزیکی باشد.

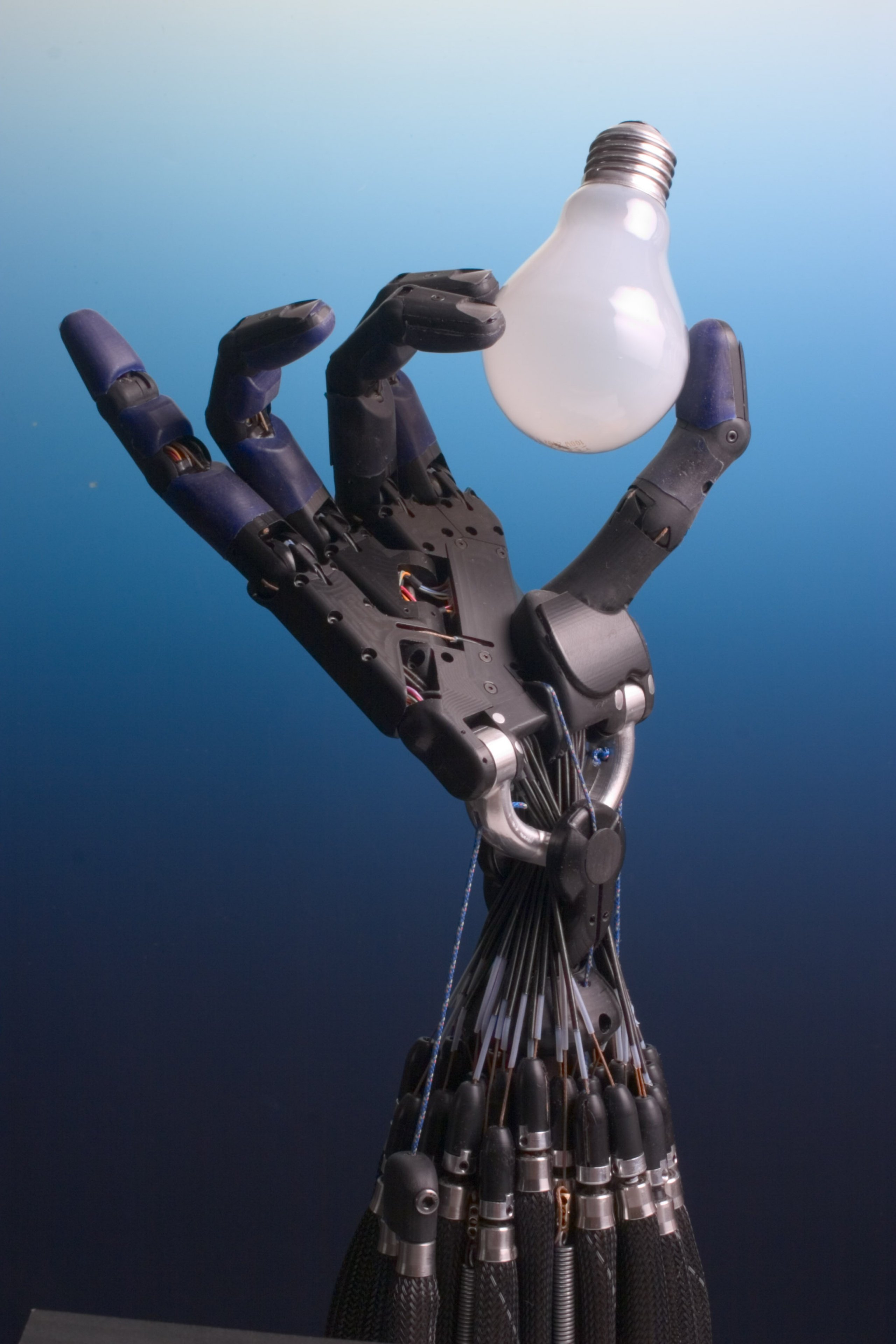
هوش مصنوعی

## جستار های وابسته
- رباتیک
- مهندسی
- بیومکاترونیک
- مهندسی خودرو
- مهندسی مکانیک
- مهندسی کامپیوتر
- مهندسی الکترونیک